# Leptopyrgota pulchra
Leptopyrgota pulchra är en tvåvingeart som beskrevs av Aczel 1956. Leptopyrgota pulchra ingår i släktet Leptopyrgota och familjen Pyrgotidae. Inga underarter finns listade i Catalogue of Life.